# Papiro 51
O Papiro 51 ({\displaystyle {\mathfrak {P}}}51) é um antigo papiro do Novo Testamento que contém fragmentos do primeiro capítulo da Epístola aos Gálatas (1:2-10.13.16-20).